# Лаудер, Артур
А́ртур Ла́удер (англ. Arthur Lowder; 11 февраля 1863 — 4 января 1926) — английский футболист, хавбек. Выступал за футбольный клуб «Вулверхэмптон Уондерерс», также провёл 1 матч за национальную сборную Англии.

## Биография
Родился в Вулвергемптоне в феврале 1863 года, его отец занимался обивкой салонов конных экипажей. Артур начал играть в футбол за любительские команды из Вулвергемптона, включая «Сент-Люкс», а в 1882 году стал игроком клуба «Вулверхэмптон Уондерерс». В 1883 году принял участие в первом матче «Вулверхэмптон Уондерерс» в Кубке Англии.
В 1888 году была создана Футбольная лига Англии. В сентябре 1888 года Лаудер дебютировал в первом в истории розыгрыше турнира в матче против клуба «Астон Вилла» (ничья 1:1). 26 января 1889 года забил свой первый (и единственный) гол в Футбольной лиге в матче против «Эвертона» (победа «волков» со счётом 5:0). В сезоне 1889/90 Лаудер провёл 18 матчей в Футбольной лиге и ещё 6 — в Кубке Англии, в том числе финальную игру против «Престон Норт Энд».
23 февраля 1889 года Лаудер провёл свою единственную игру за национальную сборную Англии, сыграв на позиции центрального хавбека в матче Домашнего чемпионата против сборной Уэльса на стадионе «Виктория Граунд»; англичане одержали в том матче победу со счётом 4:1. Он был вызван в сборную из-за того, что в матче не смог принять участие Алфред Шелтон.
Свою последнюю игру за «волков» Лаулер провёл 26 декабря 1891 года, это был матч против «Сандерленда». Всего он провёл за «Вулверхэмптон Уондерерс 71 матч, забив 3 гола.
Впоследствии работал футбольным тренером во Франции, в Германии и в Норвегии. В 1924 году вернулся в Англию, где стал председателем приходского совета Бривуда (англ. Brewood Parish Council). В этой должности он пробыл на протяжении два года до своей смерти в январе 1926 года.

## Достижения
«Вулверхэмптон Уондерерс»
- Финалист Кубка Англии: 1888/89